# Henry Tang

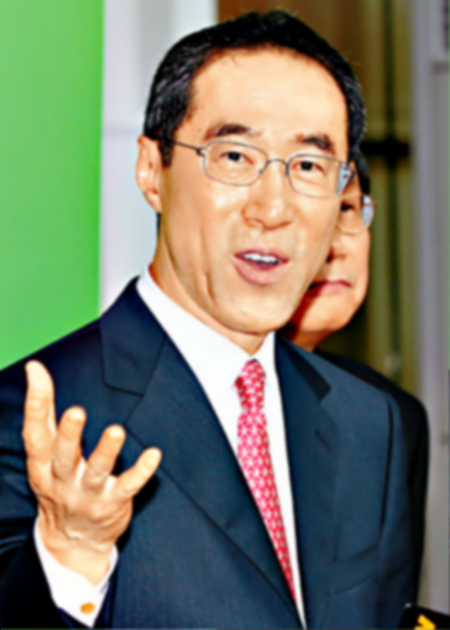

Henry Tang Ying Yen (chiń. 唐英年; pinyin Táng Yīngnián; ur. 1953), przedsiębiorca chiński z Hongkongu, działacz państwowy, od maja do czerwca 2005 tymczasowy szef administracji (władz wykonawczych) Hongkongu.
Jest synem Tang Hsian Chiena, przedsiębiorcy branży tekstylnej, byłego członka Stałego Komitetu Ludowej Politycznej Konferencji Konsultacyjnej Chin (doradczego organu władz ChRL), uważanego za przyjaciela przewodniczącego ChRL i sekretarza generalnego Komunistycznej Partii Chin Jiang Zemina. Henry Tang studiował na uniwersytecie Michigan. Przejął kierowanie rodzinnym imperium tekstylnym, brał udział w pracach wielu instytucji i organizacji przemysłowych w Hongkongu, był m.in. przewodniczącym Federacji Przemysłu Hongkongu. Działał w Partii Liberalnej. W latach 1991–1998 zasiadał w Radzie Legislacyjnej.
W 1997 Hongkong przeszedł pod zwierzchność ChRL (jako specjalny region administracyjny); Tang został powołany w skład Rady Wykonawczej (rządu), kierowanej przez Tung Chee Hwa. W lipcu 2002 objął stanowisko sekretarza ds. handlu, przemysłu i technologii, a po rezygnacji Anthony'ego Leunga w sierpniu 2003 został sekretarzem ds. finansów. 25 maja 2005 objął tymczasowo stanowisko szefa władz wykonawczych (Chief Executive) specjalnego regionu administracyjnego Hongkong, zastępując Donalda Tsanga (który zrezygnował w związku z procedurą nominacyjną na pełną kadencję); po oficjalnej nominacji Tsanga 21 czerwca 2005 Tang przekazał mu obowiązki szefa władz wykonawczych, zachowując stanowisko sekretarza ds. finansów.